# گور، کبک (فیلم)
«گور، کبک» (انگلیسی: Gore, Quebec (film)) فیلمی در ژانر ترسناک است که در سال ۲۰۱۴ منتشر شد.